# Saint-Saulve
 Saint-Saulve  es una comuna y población de Francia, en la región de Norte-Paso de Calais, departamento de Norte, en el distrito de Valenciennes y cantón de Anzin.
Está integrada en la Communauté d'agglomération de Valenciennes Métropole.

## Demografía
| abs. | 830 | 987 | 1 076 | 1 602 | 1 355 | 1 674 | 1 936 | 2 048 | 2 031 | 2 041 | 2 261 | 2 460 | 2 468 | 2 564 | 2 751 | 3 126 | 3 279 | 3 345 | 3 654 | 3 471 | 3 737 | 3 827 | 4 066 | 4 116 | 4 542 | 5 602 | 7 007 | 8 766 | 10 717 | 11 122 | 11 033 | 10 845 |
| Para los censos de 1962 a 1999 la población legal corresponde a la población sin duplicidades (Fuente: INSEE [Consultar]) |     |     |       |       |       |       |       |       |       |       |       |       |       |       |       |       |       |       |       |       |       |       |       |       |       |       |       |       |        |        |        |        |

Forma parte de la aglomeración urbana de Valenciennes.